# Loffo Camara
Loffo Camara (1925 - Conakri, 25 de enero de 1971) fue una política, matrona y activista guineana.
Fue miembro pionera del Partido Democrático de Guinea. En enero de 1963, se convirtió en la primera mujer en servir en el gobierno de la República de Guinea como Ministra. Fue arrestada y ejecutada cuando el presidente era Ahmed Sékou Touré.